# Coleophora pseudofuscoaenea
Coleophora pseudofuscoaenea là một loài bướm đêm thuộc họ Coleophoridae. Nó được tìm thấy ở Tunisia.
Chiều dài cánh trước khoảng 7.5 mm. Con trưởng thành bay vào tháng 5.